# Fast Company
Fast Company é um filme mudo norte-americano de 1918, do gênero comédia, dirigido por Lynn Reynolds e estrelado por Lon Chaney.

## Elenco
- Franklyn Farnum - Lawrence Percival Van Huyler
- Katherine Griffith - Sra. Van Huyler
- Lon Chaney - Dan McCarty
- Fred Montague - Peter Van Huyler
- Juanita Hansen - Alicia Vanderveldt
- Edward Cecil - Richard Barnaby